# Шанси
У теорії ймовірностей ша́нси (англ. odds) подають міру імовірності певного результату. Шанси часто використовують в азартних іграх і статистиці. Наприклад, для події з імовірністю 40 % можуть сказати, що її шанси становлять «2 з 5», «2 до 3 на користь», «2 до 3 за», чи «3 до 2 проти».
Шанси мають простий зв'язок з імовірністю. Коли ймовірність виражено як число від 0 до 1, зв'язки між ймовірністю p та шансами такі. Зверніть увагу, що якщо ймовірність повинно бути подано у відсотках, ці значення ймовірності слід домножити на 100 %.
- «X з Y» означає, що ймовірність становить p = X / Y.
- «X до Y на користь» та «X до Y за» означають, що ймовірність становить p = X / (X + Y).
- «X до Y проти» означає, що ймовірність становить p = Y / (X + Y).

Числа в шансах можливо масштабувати. Якщо k — будь-яке додатне число, то X до Y рівнозначне kX до kY, й аналогічно, якщо «до» замінено на «з». Наприклад, «3 до 2 проти» — це те саме, що й «1,5 до 1 проти» та «6 до 4 проти».
Коли значення ймовірності p (у межах від 0 до 1; не у відсотках) може бути записане як дріб N / D, то шанси можливо подати як «p/(1−p) до 1 на користь», «(1−p)/p до 1 проти», «N з D», «N до D−N на користь», або «D−N до N проти», і ці шанси також можливо масштабувати до еквівалентних.

## Історія
Мова шансів, зокрема використання фраз на кшталт «десять до одного» для інтуїтивної оцінки ризиків, зустрічається вже в шістнадцятому столітті, задовго до розвитку теорії ймовірностей. Шекспір писав:
Ми всі, поразкою убиті, знали,
Що в збурені пускаємось моря,
Де шансів десять на один, що всі ми
Загинемо, а зважились проте,Оригінальний текст (англ.)
Knew that we ventured on such dangerous seas

That if we wrought out life 'twas ten to one— Вільям Шекспір, Генріх IV, частина 2, акт I, сцена 1, рядки 181–182, переклад Дмитра Паламарчука
Полімат шістнадцятого століття Кардано продемонстрував ефективність визначення шансів як співвідношення сприятливих результатів з несприятливими. Із цього визначення випливає, що ймовірність події задається співвідношенням сприятливих результатів із загальною кількістю можливих результатів.

## Статистичне використання

Обчислення ймовірності (ризику) та шансів

У статистиці шанси — це вираження відносних імовірностей, зазвичай поданих як шанси на користь. Шанси (на користь) деякої події або пропозиції — це співвідношення ймовірності того, що ця подія станеться, з імовірністю того, що вона не станеться. Математично це проба Бернуллі, оскільки має рівно два результати. У випадку скінченного простору вибірки з рівноймовірними результатами, це співвідношення кількості результатів, за яких подія відбувається, з кількістю результатів, за яких вона не відбувається; ці кількості можуть позначувати як W та L (від англ. Wins and Losses, досл. «виграші та програші») чи як S та F (від англ. Success and Failure, досл. «успіх і невдача»). Наприклад, шанси того, що випадково обраний день тижня припаде на вихідні, становлять два до п'яти (2:5), оскільки дні тижня утворюють простір вибірки з семи результатів, і подія відбувається у двох з них (субота та неділя), й не відбувається у решті п'яти. І навпаки, маючи шанси у вигляді співвідношення цілих чисел, можливо побудувати простір імовірності зі скінченною кількістю рівноймовірних результатів. Ці визначення еквівалентні, оскільки ділення обох частин співвідношення на кількість результатів дає ймовірності: {\displaystyle 2:5=(2/7):(5/7).} Відповідно, шанси проти — це зворотне співвідношення. Наприклад, шанси проти того, що випадковий день тижня припаде на вихідні, становлять 5:2.
Шанси і ймовірності можуть передавати в мові через прийменники до і з: «шанси стільки-то до стількох-то за (або проти) [якоїсь події]» означають саме шанси — співвідношення кількостей (рівноймовірних) результатів на користь і проти (або навпаки); «шанс стількох-то [результатів] зі стількох-то [результатів]» означає ймовірність — кількість (рівноймовірних) результатів на користь події відносно загальної кількості (за і проти разом). Наприклад, «шанси вихідного — 2 до 5», а «ймовірність вихідного — 2 з 7». У повсякденному вжитку слова шанси та шанс (англ. odds, chances, chance) часто вживають як синоніми для приблизного позначення деякої міри шансів або імовірності, проте точне значення можливо з'ясувати, звернувши увагу на прийменник між числами — до чи з.

### Математичні зв'язки
Шанси можливо виражати як співвідношення двох чисел, і в такому разі це подання не унікальне — масштабування обох членів співвідношення одним і тим же множником не змінює пропорції: шанси 1:1 та 100:100 однакові (рівні шанси). Також шанси можливо виражати числом, поділивши один член співвідношення на інший — у цьому випадку це буде унікальне значення (різні дроби можуть подавати одне й те саме раціональне число). Шанси у вигляді співвідношення, шанси як число, та ймовірність (також як число) пов'язані простими формулами, й аналогічно, існують прості зв'язки між шансами на користь і шансами проти, а також між імовірністю успіху та невдачі. Шанси можуть набувати значень від 0 до нескінченності, тоді як імовірності — від 0 до 1, і тому їх часто подають у вигляді відсотків від 0 % до 100 %: обернення співвідношення міняє місцями шанси на користь і шанси проти, й аналогічно міняються місцями ймовірність успіху та невдачі.
Якщо шанси (на користь) задано у вигляді співвідношення W:L (кількість результатів, коли подія відбувається:кількість результатів, коли подія не відбувається), то шанси на користь (англ. in favor) як число {\displaystyle o_{f}} і шанси проти (англ. against) як число {\displaystyle o_{a}} можливо обчислити простим діленням; ці значення є оберненими одне до одного:
{\displaystyle {\begin{aligned}o_{f}&=W/L=1/o_{a}\\o_{a}&=L/W=1/o_{f}\\o_{f}\cdot o_{a}&=1\end{aligned}}}
Аналогічно, маючи шанси у вигляді співвідношення, ймовірність успіху p чи невдачі q можливо обчислити діленням, і сума ймовірностей успіху та невдачі дорівнює одиниці, оскільки це єдині можливі результати. У випадку скінченної кількості рівноймовірних результатів це можливо інтерпретувати як кількість результатів, де подія відбувається, поділену на загальну кількість результатів:
{\displaystyle {\begin{aligned}p&=W/(W+L)=1-q\\q&=L/(W+L)=1-p\\p+q&=1\end{aligned}}}
Якщо задано ймовірність p, то шанси у вигляді співвідношення — це {\displaystyle p:q} (ймовірність успіху до ймовірності невдачі), а шанси у вигляді чисел можливо обчислити діленням:
{\displaystyle {\begin{aligned}o_{f}&=p/q=p/(1-p)=(1-q)/q\\o_{a}&=q/p=(1-p)/p=q/(1-q)\end{aligned}}}
І навпаки, якщо задано шанси як число {\displaystyle o_{f},} їх можливо подати як співвідношення {\displaystyle o_{f}:1,} або, навпаки, {\displaystyle 1:(1/o_{f})=1:o_{a},} з якого можливо обчислити ймовірність успіху чи невдачі:
{\displaystyle {\begin{aligned}p&=o_{f}/(o_{f}+1)=1/(o_{a}+1)\\q&=o_{a}/(o_{a}+1)=1/(o_{f}+1)\end{aligned}}}
Отже, будучи поданими як дріб із чисельником 1, імовірність і шанси відрізняються рівно на 1 у знаменнику: ймовірність 1 зі 100 (1/100 = 1 %) відповідає шансам 1 до 99 (1/99 = 0,0101… = 0,(01)), тоді як шанси 1 до 100 (1/100 = 0,01) відповідають імовірності 1 зі 101 (1/101 = 0,00990099… = 0,(0099)). Це незначна різниця, якщо ймовірність мала (близька до нуля, або «шанси малі»), але суттєва, якщо ймовірність велика (близька до одиниці).
Нижче наведено приклади обчислень для деяких простих шансів:
| шанси (співвідношення) | {\displaystyle o_{f}} | {\displaystyle o_{a}} | {\displaystyle p} | {\displaystyle q} |
| ---------------------- | --------------------- | --------------------- | ----------------- | ----------------- |
| 1:1                    | 1                     | 1                     | 50 %              | 50 %              |
| 0:1                    | 0                     | ∞                     | 0 %               | 100 %             |
| 1:0                    | ∞                     | 0                     | 100 %             | 0 %               |
| 2:1                    | 2                     | 0,5                   | 66,(66) %         | 33,(33) %         |
| 1:2                    | 0,5                   | 2                     | 33,(33) %         | 66,(66) %         |
| 4:1                    | 4                     | 0,25                  | 80 %              | 20 %              |
| 1:4                    | 0,25                  | 4                     | 20 %              | 80 %              |
|                        |                       |                       |                   |                   |
| 9:1                    | 9                     | 0,(1)                 | 90 %              | 10 %              |
| 10:1                   | 10                    | 0,1                   | 90,(90) %         | 9,(09) %          |
| 99:1                   | 99                    | 0,(01)                | 99 %              | 1 %               |
| 100:1                  | 100                   | 0,01                  | 99,(0099) %       | 0,(9900) %        |

Ці перетворення мають певні особливі геометричні властивості: перетворення між шансами на користь і шансами проти (відповідно, між імовірністю успіху та ймовірністю невдачі), а також між шансами та ймовірністю є перетвореннями Мебіуса (дробово-лінійними перетвореннями). Вони визначаються за трьома точками (гостро 3-транзитивні). Заміна шансів на користь шансами проти міняє місцями 0 та нескінченність, залишаючи 1 незмінною, тоді як заміна ймовірності успіху ймовірністю невдачі міняє місцями 0 та 1, залишаючи незмінним 0,5; обидва ці перетворення мають порядок 2, а отже є круговими перетвореннями. Перетворення шансів на ймовірність фіксує 0, переводить нескінченність у 1, а 1 — у 0,5 (рівні шанси відповідають 50 % імовірності), і навпаки; це параболічне перетворення.

### Застосування
У теорії ймовірностей і статистиці шанси та подібні співвідношення можуть бути природнішими або зручнішими за ймовірності. В деяких випадках використовують логарифмічні шанси (англ. log-odds), тобто логіт імовірності. Найпростішим прикладом є те, що шанси часто множать або ділять, а логарифм перетворює множення на додавання, а ділення — на віднімання. Це особливо важливо в логістичній моделі, де логарифмічні шанси цільової змінної є лінійною комбінацією спостережуваних змінних.
Подібні співвідношення використовують і в інших розділах статистики; центральне значення має співвідношення правдоподібностей у правдоподібницькій статистиці, яке також використовують у баєсовій статистиці як коефіцієнт Баєса.
Шанси особливо корисні в задачах послідовного вирішування, наприклад, у задачах зупинки (в реальному часі) на останній специфічній події, яку розв'язують за допомогою алгоритму шансів.
Шанси (англ. odds) — це співвідношення ймовірностей; співвідношення шансів (англ. odds ratio) — це співвідношення співвідношень імовірностей. Співвідношення шансів часто використовують в аналізі клінічних випробувань. Попри їхні корисні математичні властивості, вони можуть давати контрінтуїтивні результати: подія з імовірністю 80 % у чотири рази ймовірніша за подію з імовірністю 20 %, але шанси менш імовірної події у 16 разів вищі (4–1 проти, або 4), ніж шанси імовірнішої (1–4 проти, 4–1 на користь, 4–1 за, або 0,25).
Приклад № 1Є 5 рожевих кульок, 2 сині кульки та 8 фіолетових кульок. Які шанси на користь того, що буде взято синю кульку?
Відповідь: Шанси на користь синьої кульки становлять 2:13. Еквівалентно можна сказати, що шанси проти — 13:2. Є 2 шанси з 15 на користь синьої, та 13 з 15 — проти.
У теорії ймовірностей і статистиці, де змінна p — це ймовірність на користь бінарної події, а ймовірність проти цієї події становить 1−p, «шанси» цієї події — це частка цих двох, тобто {\displaystyle {\frac {p}{1-p}}}. Це значення можна розглядати як відносну ймовірність настання події, виражену як дріб (якщо вона менше за 1), або як кратність (якщо вона дорівнює або перевищує 1) правдоподібності того, що подія не станеться.
Приклад № 2
У першому прикладі на початку, вислів «шанси неділі — один до шести» або, рідше, «одна шоста» означає, що ймовірність випадкового вибору неділі становить одну шосту ймовірності не вибрати неділю. У той час як математична ймовірність події має значення в діапазоні від нуля до одного, «шанси» на користь тієї ж події лежать у межах від нуля до нескінченності. Шанси проти події з імовірністю p становлять {\displaystyle {\frac {1-p}{p}}}. Шанси проти неділі — 6:1 або 6/1 = 6. Тобто в шість разів імовірніше, що випадковий день не виявиться неділею.